# Chloroclystis acompsa
Chloroclystis acompsa är en fjärilsart som beskrevs av Louis Beethoven Prout 1927. Chloroclystis acompsa ingår i släktet Chloroclystis och familjen mätare. Inga underarter finns listade i Catalogue of Life.